# 马尔文·康威
马尔文·爱德华·康威 是计算机科学家、程序员和黑客，他提出了著名的康威定律：“设计系统的架构受制于产生这些设计的组织的沟通结构。”
除此之外，康威最著名也许是他关于协程开创性论文。在这篇论文中，他提出将编译器组织为一组协程，这使得在调试中使用单独的通道，然后在生产中运行单传递编译器成为可能。 另一篇著名的论文是他在1958年对UNCOL的阐述。
康威为Burroughs 220型计算机编写了一个名为SAVE的汇编程序。SAVE这个名字并不是一个缩写词，而是一个特色：程序员丢失了更少的穿孔卡片，因为他们都写了“SAVE”。 
在20世纪70年代和80年代，他参与制定国家标准局的腮腺炎病毒医学计算机语言和系统语言标准规范。他还写了一本关于腮腺炎病毒的参考书。

## 教育背景
- 数学博士， 凯斯西储大学 (1961年)
- 物理学硕士， 加利福尼亚理工学院
- 物理学学士，凯斯西储大学

## 精选出版物
- Melvin E. Conway, "Design of a separable transition-diagram compiler" （页面存档备份，存于）, Communications of the ACM, Vol. 6, No. 7, July 1963
- Melvin E. Conway. "How do committees invent?" （页面存档备份，存于）, Datamation, 14(4):28–31, April 1968